# 廖荘
廖 荘（りょう そう、1404年 - 1466年）は、明代の官僚。字は安止、号は東山。本貫は吉安府吉水県。

## 生涯
1430年（宣徳5年）、進士に及第した。1433年（宣徳8年）、翰林院庶吉士となった。双流知県の孔友諒ら7人とともに六科を弁事した。
1435年（宣徳10年）、刑科給事中に任じられた。1437年（正統2年）、御史の元亮が詔書を根拠に辺境の軍隊の侵奪した食糧を除去するよう求めたが、許可されなかった。四川按察使の龔鐩が詔書を根拠に窃盗未遂犯の赦免を求めたが、法司が赦免を行わなかった。廖荘は詔書の内容を誠実に実行すべきであると、上書して争った。1440年（正統5年）、英宗が中央の官を地方に出向させて荒廃した政治を立て直し、あわせて滞納している民衆の賦税を徴収するよう命じた。廖荘は災害を受けた州県の賦税の徴収を秋の収穫期まで待つよう請願して、聞き入れられた。1441年（正統6年）、廖荘は陝西で振恤をおこない、多くの民衆を救った。北京に帰ると、寛恤九事を上奏し、その意見の多くは施行された。楊士奇の家人が法を犯すと、廖荘は同僚とともに楊士奇を非難した。1443年（正統8年）6月、御史の張驥とともに大理寺の事務を代行するよう命じられた。8月、大理寺左寺丞に任じられた。
1446年（正統11年）、廖荘は南京大理寺少卿に転じた。1448年（正統13年）、陳夫という者が親族の賈福と指揮の職の世襲を争った。南京刑部侍郎の斉韶が陳夫の賄賂を受け取り、賈福の官を奪って陳夫に与えようとしたことから、廖荘に反対された。斉韶は賈福を鞭打って死なせ、逮捕された。陳夫が廖荘を誣告して、廖荘は獄に下された。斉韶の他の罪が告発されて、棄市に処されたため、廖荘は釈放された。
1454年（景泰5年）7月、廖荘は沂王朱見深を再び皇太子に立てるよう上疏したが、景泰帝に聞き入れられなかった。1455年（景泰6年）、廖荘は母の喪に服すため、北京に赴いて勘合の発給を求め、東角門を訪れて朝見を受けた。景泰帝は廖荘の以前の上疏を記憶していたため、朝廷での杖罰80回を命じ、定羌駅丞に左遷した。
1457年（天順元年）、廖荘は北京に召還され、母の喪が終わっていなかったにもかかわらず、大理寺少卿に復帰するよう命じられた。そのまま南京大理寺少卿に転じた。1461年（天順5年）、南京礼部右侍郎に抜擢された。1463年（天順7年）、南京刑部右侍郎に転じた。1465年（成化元年）、北京に召還されて刑部左侍郎となった。1466年（成化2年）12月、死去した。享年は63。刑部尚書の位を追贈された。諡は恭敏といった。著書に『漁梁集』2巻があった。